# Philip Levine
Philip Levine (1900–1987) amerikai szerológus. Karl Landsteiner tanítványaként, később vele párhuzamosan kutatva az emberi vér Rh-faktora és annak összeférhetetlensége egyik felfedezője. Fontos eredményei vannak a vérátömlesztés, a vércsoportrendszerek és az újszülöttek hemolitikus betegségének(en) kutatásában.

## Gyermekkor, tanulmányok
1900-ban zsidó családban született az oroszországi Kleckben(en), hatodik gyermekként. Szülei a növekvő antiszemitizmus miatt 1908-ban az USA-ba emigráltak, és Brooklynban telepedtek le. Levine jóval később azt mondta, élénken élnek benne az oroszországi antiszemitizmus emlékei.
Gyerekkorában előbb skarlát, majd vesegyulladás(en) miatt hosszú időt ágyban kellett töltenie. Ezalatt a legkülönbözőbb témájú könyveket olvasta el. Életre szóló hobbija lett a matematika, különösen a Fibonacci-számok bűvölték el. Felgyógyulása után amatőr baseballjátékos lett; még élete utolsó éveiben is részt vett baseballjátékban. Nővére megtanította a zongorázás alapjaira, ezzel a klasszikus zene rajongójává tette.
1916-ban végzett a Brooklyn Boys High Schoolban, és 1919-ben kapott BSc-diplomát a New York-i City College(en)ban. Közben 4 hónapra, az első világháború végéig besorozták katonának.
A diploma után a Cornell University Medical College(en)-ben tanult tovább. Az utolsó évében szerezte az első tapasztalatot a vércsoportokról: vércsoportja (utóbb A2 vércsoportnak nevezték el) kicsapta egyik társának 0-s vércsoportú vérét. Ez arra utalt, hogy a 0-s vércsoportúak mégsem univerzális donorok. Első publikációját e tárgyban írta, 1923-ban.
Ugyanebben az évben, a diploma megszerzése után egy hároméves állami ösztöndíjat kapott allergiával kapcsolatos kutatásokra, melyeket Arthur Fernandez Coca(pl), e terület elismert úttörője, a Journal of Immunology(en) c. folyóirat megalapítója irányított. Levine a szuperérzékeny állapotú betegekben akkor újonnan felfedezett Prausnitz–Küstner-reakcióval(en) kezdett foglalkozni, és e munkájáért kapta 1925-ben a Master of Arts(en) mesterfokozatot.

## A Rockefeller Intézet
Karl Landsteiner 1922-ben az USA-ba költözött, és laboratóriumot alapított a Rockefeller Egyetemen. Levine 1925-ben csatlakozott Landsteiner csapatához. Landsteiner rögtön elnyerte bizalmát munkastílusával, szigorú ragaszkodásával a tudományos tényekhez, tömör és logikus gondolkodásával. Minden fontos kísérletet megismételt, minden lehetőségnek utánajárt. Levine hamarosan a sajátjává tette ezen erényeket.
Landsteiner fedezte fel a vércsoportokat, 1901-ben, emiatt a vérátömlesztés atyjának tekintik annak ellenére, hogy ő maga nem érdeklődött különösképp a vérátömlesztés klinikai problémái iránt, és a Rockefeller Intézetbe érkezése előtt nem is foglalkozott tovább a vörösvérsejtekkel.
1927-ben Landsteiner és Levine azzal kezdett kísérletezni, hogy emberből és főemlősökből származó vért nyulakba injekcióztak. Felfedezték az M-, N- és P-antigéneket, amelyeket ma az MNS-nek(en) és P-nek(en) nevezett vércsoportrendszerhez sorolunk. Észrevették, hogy az M antigén előfordul csimpánzokban, de gibbonfélékben nem. Az erősebb reakciót kiváltó anti-P-t megtalálták fekete bőrű emberekben, valamint néhány nyúl és ló vérszérumában.
Ezután e vércsoportok öröklődését és nagyrasszok közötti megoszlását akarták meghatározni. Néhány szabályszerűséget felfedeztek, de ezek messze nem értek el a mai genetikus megközelítésig. Közben a világ számos kutatójának érdeklődését felkeltette a kérdés, és egyre több antigént fedeztek fel.
1929-re Landsteiner és Levine 22-féle vörösvérsejt-fenotípust tudott elkülöníteni az anti-A, -A1, -B, -M, -N, -P, és a később Mourant által azonosított anti-Lea antitestre adott reakciója alapján.
A tisztánlátás érdekében Landsteiner és Levine emberi vért csimpánzokba és nyulakba injekciózott. Ettől három csimpánz egyikének vére kicsapódott, de a nyulaké nem. Ebből világossá vált, hogy a nyulak nem állítanak elő antigént az emberi vérrel szemben.

## Wisconsin Egyetem
1932-ben Levine elhagyta a Rockefeller Intézetet. Landsteinerrel gentleman's agreementet kötött, hogy nem foglalkozik tovább a vércsoportokkal. Ez nehéz döntés volt Levine számára, mert nagyon érdekelte a téma.
A Wisconsin Egyetemen(en) bakteriofágokkal kezdett foglalkozni. A szalmonella baktériumnemzetség antitest tulajdonságait vizsgálta. Rájött, hogy a fág tulajdonság közömbösíthető a baktériumokból származó oldható kivonatokkal, melyek tartalmazzák a megfelelő antigéneket.

## Beth Israel Kórház
1935-ben Levine-t szerológusnak és bakteriológusnak kérték fel a Beth Israel Kórházba(en). Fő feladata azon antitestek észlelése és azonosítása lett, amelyek vérátömlesztés következtében keletkeztek a betegekben. Nemsokára a New York-i Blood Betterment Association tanácsadója is lett. Számos tanulmányt tett közzé a szerológiai módszerekről és a kompatibilis vérdonor kiválasztásáról. Legfontosabb munkássága azonban a vörös vértestek alloimonizációjára, azon belül is az újszülöttek hemolitikus betegségére(en) irányult.
1937-ben dr. Rufus Stetson egy asszony vérmintáját küldte el Levine-nek. Az asszony második terhessége halvaszüléssel végződött. Vérzés miatt a férjétől 500 ml vért kapott, és bár a vér AB0 vércsoportja megfelelő volt, a véradás súlyos következményekkel járt. A későbbi vizsgálatok azt mutatták, hogy vére nemcsak a férje, hanem a legtöbb donor vérét kicsapja. Végül az asszony életét megmentették, mert találtak hat vérkompatibilis donort.
Levine azt tapasztalta, hogy az asszony vére kicsapja a 0-s vércsoportú donorok 80%-ának vérét. Az antigén 37 °C-on aktív volt, amiből az következett, hogy különbözik a korábban Landsteinerrel felfedezett M-, N- és P-antigéntől. Ebből Levine és Stetson egy 1939-es tanulmányban arra következtetett, hogy az összeférhetetlenséget a magzat az apától örökölte.
Két hónappal később a kicsapódás sokkal gyengébb lett, egy év múlva pedig teljesen megszűnt. E jelenséget korábban már betegeken is észlelték. Később kimutatták, hogy az M immunoglobulinok(en) alakultak át G immunoglobulinná(en); utóbbiak azonban csak finomabb módszerekkel mutathatók ki (Coombs teszt(en)), melyeket 1937-ben még nem ismeretek.
Az 1939-es tanulmányban Levine megemlíti a korábban Landsteinerrel együtt végzett sikertelen kísérletet, amikor emberi vért nyúlba injektáltak, és az nem váltott ki antitest termelődést. Egy évvel később Landsteiner és Alexander Wiener egy tanulmányban azt írta, hogy ha rézuszmajom vérét injektálják nyúlba, akkor van kicsapódás. Ez az anti-Rh-nak nevezett antitest reagált az emberek 85%-ának vérével. Wiener és korábbi tanítványa, Peters pedig nyilvánvalóan azonos tulajdonságú (anti-Rh) antitesteket mutatott ki olyan emberek vérében, akiknél előfordult vérátömlesztési rendellenesség.
Amikor Levine és Wiener összehasonlította a nyúlvér és az 1937-es anya vérszérumának reakcióját, teljes azonosságot talált. Ebből Levine arra következtetett, hogy az anti-Rh okozza az újszülöttek hemolitikus betegségét, amikor az anya Rh−, az apa Rh+ vércsoportú. Levin kollégáival jóval később, az 1960-as években jött rá, hogy a két antigén nem azonos. Azt javasolta, hogy a nyúlvérantitestet Landsteiner-Wienernek nevezzék, és az anti-Rh maradjon meg az emberi antitest számára. Ennek a különbségnek azonban szerológiai szempontból már nem volt jelentősége, így az elnevezésen nem változtattak.

## Ortho Research Foundation
1944-ben az Ortho Research Foundation laboratóriumot állított fel az emberi vér tanulmányozására. Levine folytatta az Rh-faktor és más vércsoportokhoz tartozó antigének tanulmányozását, pl. k (Kell vércsoportrendszer(en)) és s (MNS vércsoportrendszer(en)). Munkatársaival fontos felfedezéseket tett a P vércsoportrendszerrel(en) kapcsolatban.
1951-ben leírták az anti-Tja (mai nevén anti-PP1Pk) antitestet, amelyet egy sok spontán abortuszon átesett nőben mutattak ki. Ez kicsapódást okozott a legtöbb vérmintában, kivéve a rendkívül ritka p fenotípust. Az általánosan elterjedt P fenotípussal viszont reagált. Utóbb Donald Marcus és munkatársai kimutatták, hogy a P vércsoportrendszer (amihez a Tja is tartozik), jóval bonyolultabb, mint amit Levine leírt, a kutatások megkezdése azonban Levine nevéhez fűződik.
1943-ban Levine észrevette, hogy ha egy magzat mind AB0-, mind Rh-inkompatibilis, akkor nem alakul ki az Rh-összeférhetetlenség. Később, 1958-ban ebből arra következtetett, a magzati vérsejteket az anti-A és/vagy anti-B antitestek még azelőtt elpusztítják, hogy az Rh-inkompatibilitás kialakulna. Ez felvetette annak lehetőségét, hogy ha az anyába Rh-immunoglobulinokat injektálnak, azok még az előtt elpusztítják az anyai szervezetbe jutott magzati Rh+ vértesteket, hogy az anyai ellenanyag-termelés elindulna. Amerikai és angol kutatók később kiderítették, hogy bár a mechanizmus ennél jóval bonyolultabb, az alapötlet jó, és a gyakorlatban is alkalmazható. Végső soron ennek a megfigyelésnek köszönhető a (már mások által kifejlesztett) anti-D injekció.
Az 1950-es években Levine több megfigyelést is tett a Bombay-vércsoporttal(en) kapcsolatban. Ez egy rendkívül ritka vércsoport, amely kicsapja az összes AB0-rendszerbeli vért, kivéve a Bombay-típusút. Az AB0-vércsoportbeli vér az A, B és H antigének legalább egyikét tartalmazza (a 0-s vér a H-t). A Bombay-vércsoportú vér a H antigén helyett h antigént tartalmaz.
Bombay-vércsoportú gyermek mindkét szülője 0-s vércsoportú. Levine megfigyelése szerint az egyik szülő úgy volt 0-s vércsoportú, hogy jelen volt benne a B-gén, de a h-gén elnyomta azt. Mások később ugyanezt figyelték meg A1 és A2 gén esetén. (A Levine által vizsgált szülők elsőfokú unokatestvérek voltak.)

## Halála
Levine 1965-ben vonult nyugalomba. Az általa létrehozott kutatóintézet felvette a nevét. Emeritus (nyugalmazott egyetemi tanár) státusban tovább dolgozott 1985-ig, de publikációinak száma egyre csökkent. Élete utolsó két évét szanatóriumban töltötte súlyos szív- és érrendszeri betegséggel küszködve. 1987 októberében halt meg.

## Kapcsolódó lapok
- Rh-faktor
- vércsoport
- vörösvérsejt
- antigén
- antitest
- vérátömlesztés
- immunológia
- Karl Landsteiner